# Euparixoides johnsoni
Euparixoides johnsoni är en skalbaggsart som beskrevs av Zdzisława Stebnicka 1998. Euparixoides johnsoni ingår i släktet Euparixoides och familjen Aphodiidae. Inga underarter finns listade i Catalogue of Life.